# Sarmassi-Lobi
Ne doit pas être confondu avec Sarmassi-Gan.
Sarmassi-Lobi est une commune rurale située dans le département de Djigoué de la province du Poni dans la région Sud-Ouest au Burkina Faso.

## Géographie
Le nom du village fait référence à l'ethnie Lobi qui l'habite historiquement.

## Santé et éducation
Le centre de soins le plus proche de Sarmassi-Lobi est le centre de santé et de promotion sociale (CSPS) de Djigoué tandis que le centre médical avec antenne chirurgicale (CMA) de la province se trouve à Gaoua.